# House of Mystery
House of Mystery è una serie a fumetti antologica di genere horror/fantascientifico pubblicata negli Stati Uniti d'America dalla DC Comics dal 1951. Ebbe una serie gemella, House of Secrets.

## Storia editoriale
Esordì come un'antologia di storie horror, presentando storie con tematiche sovrannaturali. Con la crisi del genere a metà degli anni cinquanta, legato all'avvento del Comics Code Authority e alle varie restrizioni sulle storie come il bando di storie che avevano a che fare con creature soprannaturali come lupi mannari, vampiri e simili), la serie si concentrò su creature di tipo fantascientifico e su storie di tipo suspense/mistero, permesse dal nuovo codice di autoregolamentazione degli editori di fumetti.
A metà degli anni sessanta vennero incluse anche storie di supereroi: dal n. 143 (giugno 1964) fino al n. 155 (dicembre 1966), Martian Manhunter fu la serie principale della testata, sostituito come serie principale da Dial H for Hero nel n. 156 (gennaio 1956), che divenne la storia principale fino al n. 173 (marzo-aprile 1978). Da qui, durante questo periodo Martian Manhunter divenne una storia di rinforzo.
Con il n. 174, il veterano della EC Comics, Joe Orlando, venne assunto dalla DC per diventare il nuovo curatore editoriale della testata; dato che il Comics Code Authority era stato messo in discussione ora sia dalla DC Comics che dalla Marvel a causa di alcune restrizioni, la serie ritornò al genere horror. Il primo numero di questo nuovo corso conteneva ristampe di alcune storie horror/suspense mentre dal n. 175 (luglio/agosto 1968) venne introdotta la figura di Caino, un personaggio che introduceva le singole storie a fumetti. Caino comparve anche nella serie umoristica Plop!, spin-off di House of Mystery, diventando poi un personaggio ricorrente in Blue Devil e The Sandman.
Il primo lavoro professionale dell'artista Bernie Wrightson fu nella storia "The Man Who Murdered Himself" che comparve nel n. 179 (marzo/aprile 1969).
Sotto l'amministrazione di Orlando, la serie vinse numerosi riconoscimenti dell'industria del fumetto, incluso lo Shazam Award per la migliore storia breve individuale (drammatica) nel 1972 per "The Demon Within" nel n. 201 di John Albano e Jim Aparo, e lo Shazam Award per la migliore storia umoristica nel 1972 per "The Poster Plague" di Steve Skeates e Sergio Aragonés. La serie presentò anche storie degli scrittori T. Casey Brennan (n. 260, 267, 268 e 274) e Scott Edelman (n. 257, 258, 260, 264, 266, 270, 272, e 273).
Orlando terminò infine il suo mandato nella serie, e fu seguito da Karen Berger come nuovo editore del fumetto, il primo per lei nella DC Comics. Sotto Berger, la serie sperimentò le storie a lunga forma nel popolare serial I...Vampire creato dallo scrittore J. M. DeMatteis. "I...Vampire" ruotava intorno all'eroico vampiro Andrew Bennett, che cercava di uccidere la sua nemesi ed ex amore Mary, la Regina del Sangue. La serie cominciò con il n. 290 (marzo 1981) e sarebbe durata fino al n. 319 (agosto 1983), due numeri prima che la serie venisse chiusa con il n. 321 (ottobre 1983).
La classica serie House of Mystery è largamente riconosciuta come una delle pietre angolari della linea di fumetti pubblicate dalla Vertigo. Negli anni recenti, la DC Comics ristampò le storie dalla serie originale: furono pubblicati tre volumi in bianco e nero di Showcase Presents, ristampando la serie rispettivamente dal n. 174 al n. 194, dal n. 195 al n. 211 e dal n. 212 al n. 226. Una ristampa auto conclusiva (a colori), Welcome to the House of Mystery, contenne dieci delle storie più apprezzate selezionate da Alisa Kwitney riguardo al Caino di Neil Gaiman e Sergio Aragonés sotto la Vertigo. Anche il primo numero del 1951 fu ristampato, come Millennium Edition portando il logo della Vertigo.
Nel 1986/87, la DC pubblicò una nuova serie: Elvira's House of Mystery. Durò 11 numeri più uno special. La serie aveva come presentatore delle storie l'attrice di film horror Elvira "incaricata" dalla House di ritrovare Caino, anche se passò parte del tempo a prendersi gioco di lui, introducendo storie horror simili a quelle della serie originale. Un numero di questa serie, n. 3, fu pubblicata senza l'approvazione del Comics Code e contenne scene di nudo, ma successivi commenti editoriali nei numeri successivi affermarono che l'esperimento nella pubblicazione di un numero non approvato non fu considerato un successo.
L'etichetta della DC dedicata a fumetti più maturi, la Vertigo, cominciò nel 2008 una serie omonima, House of Mystery, scritta da Matthew Sturges e Bill Willingham. Presentò almeno una storia diversa in ogni numero, raccontata da persone intrappolate in una "casa simile al purgatorio". Caino è una delle numerose figure della serie, e i disegni di copertina sono opera di molti grandi artisti quali Esao Andrews.

## Ambientazione
La House of Mystery esiste anche nelle località dell'Universo DC (in Kentucky) e nel Sogno e le sue origini sono sconosciute. Infatti si sa molto poco a proposito della House of Mystery in generale, dando credito al suo nome. L'architettura è indeterminata e di conseguenza cambia periodicamente. Lo stesso si può dire per l'interno della casa: le stanze cambiano continuamente, e nessuno entra nella stessa stanza due volte. La House of Mystery giace nello stesso cimitero della House of Secrets, la sua compagna. Come risiede Abele nella House of Secrets, Caino fece della House of Mystery la sua dimora.
Caino non è l'unica persona a risiedere nella House of Mystery; in aggiunta ad alcuni confinanti, incluso Mister Mxyzptlk, anche Elvira prese riparo sotto la House. Il suo breve periodo nella House of Mystery è da notare per due motivi: primo, la House of Mystery fu stabilita come la stessa casa presente nella pubblicazione delle sue storie. Furono mostrate tre personalità distinte della casa: la casa originale, la House of Mystery in stile horror, la "House of Weirdness", fatta di humor nero, stile ripreso poi nella serie Plop!, e la versione corrente in Kentucky. Il secondo motivo è il tempo di soggiorno di Elvira nella casa. Vi entrò durante la Crisi sulle Terre infinite. Elvira, inviata dalla casa a cercare Caino, ne prese il posto per un breve periodo come ospite, mentre Caino fu relegato ad essere il protagonista delle sue battute durante camei occasionali.
La House of Mystery era senziente oltre a possedere poteri mistici. Aveva già posseduto qualcuno in precedenza, e si fuse brevemente con la House of Secrets. E questo si collega anche alla trasformazione costante delle sembianze della casa. La casa fu fatta a pezzi nel metaromantico The House of Mystery n. 321, ma la sua esistenza fu ricostituita durante la Crisi.
Superman si alleò con Caino contro Mister Mxyzptlk, che tentò di appropriarsi della casa, nel n. 53 di DC Comics Presents. Batman entrò nella casa in The Brave and the Bold n. 93, e inciampò in una tavola sul pavimento, e gli sarebbe stato sparato contro se la pistola del suo assalitore non si fosse inceppata. Non incontrò mai Caino, che invece narrò una storia a proposito di lui avvenuta in Scozia, che raggiunse il suo apice in un castello che egli descrisse come "una casa del mistero" piuttosto che "la casa del mistero".
La House of Mystery comparve in un numerosi fumetti della Vertigo, specialmente in quelli correlati alla serie The Sandman di Neil Gaiman; comparve anche brevemente nella serie Resurrection Man. Di recente qualcosa chiamata House of Mystery comparve in 52 n. 18, dove sembrò essere stata utilizzata per qualche tempo come base per una squadra di detective chiamata Croatoan Society, che contò sia il Detective Chimp che Ralph Dibny tra i suoi membri. Non è chiaro se la House of Mystery della Croatoan è la stessa House of Mystery originale, una versione post-Crisi infinita della casa originale, o semplicemente una località diversa con lo stesso nome. Il nome di Caino, però, comparve nella buca da lettere di questa casa, implicando una qualche connessione con la casa originale.
La casa ricomparve dopo il reboot della DC nel 2011 nelle pagine di Justice League Dark, e fu utilizzata come base per la squadra. La casa sembrò appartenere a John Constantine, che affermò di averne vinto le chiavi in una partita a poker contro Dottor Occult e Padre Tempo.